# Ahmed al-Haznawi
Ahmed Ibrahim al-Haznawi (in arabo احمد ابراهيم الحزنوي‎?, Aḥmad Ibrāhīm al-Ḥaznāwī; Provincia di al-Bāha, 11 ottobre 1980 – Shanksville, 11 settembre 2001) è stato un terrorista saudita.

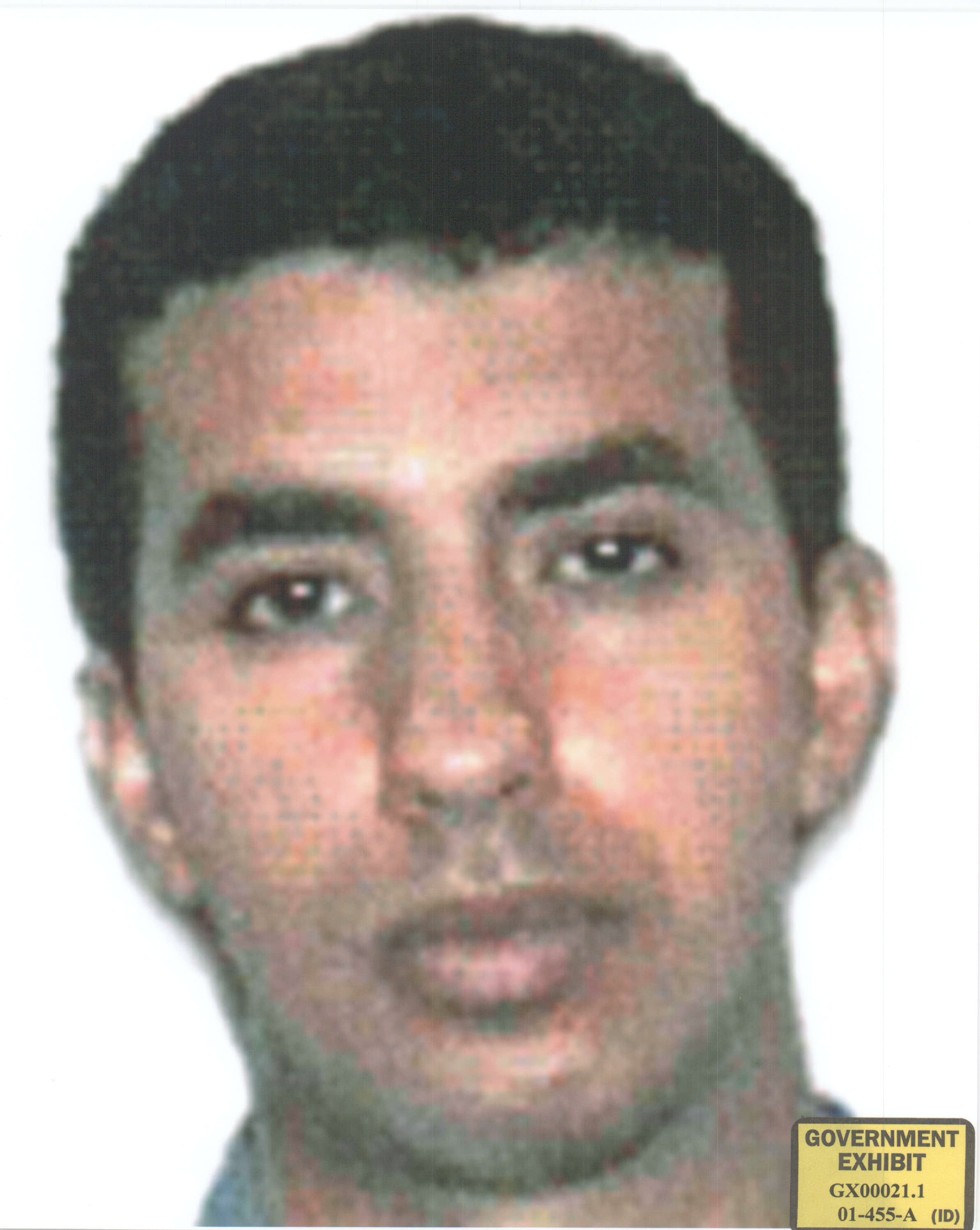
Ahmed al-Haznawi

Fu uno dei quattro pirati dell'aria del volo United Airlines 93 negli attentati dell'11 settembre 2001.

## Biografia
Nacque nella Provincia di al-Bāha, nel sud-ovest dell'Arabia Saudita. La sua famiglia faceva parte dell'ampia tribù al-Ghamdi, dove condivise la stessa affiliazione con i colleghi dirottatori Sa'id al-Ghamdi, Hamza al-Ghamdi e Ahmed al-Ghamdi. Nel 1999 si recò in Cecenia, sebbene il padre fosse contrario a tale decisione. In Cecenia conobbe Hamza e Ahmed Al-Ghamdi e con loro combatté l'intera guerra. Successivamente il fratello affermò di averlo sentito l'ultima volta verso la fine del 2000, prima che si recasse negli Stati Uniti. Secondo la teoria del FBI al-Haznawi entrò per la prima volta negli USA l'8 giugno 2001, in possesso di una carta Visa intestata a Mustafa al-Hawsawi e si stabilì in Florida fino al giorno degli attacchi.

## Gli attacchi
La mattina dell'11 settembre al-Haznawi, insieme a Ziyad Jarrah, Sa'id al-Ghamdi e Ahmed al-Nami arrivò all'Aeroporto Internazionale di Newark, dove non venne selezionato per un controllo più approfondito del suo bagaglio. Salì a bordo del Volo United Airlines 93, e occupò il posto 6B. A causa della congestione del traffico aereo presente quella mattina il volo partì con 40 minuti di ritardo. Durante il dirottamento al-Haznawi e al-Nami accoltellarono alcuni passeggeri di prima classe, aiutando Jarrah a prendere i comandi del velivolo, dopo aver ucciso i piloti. Alle 10:03:19 l'aeroplano si schiantò al suolo uccidendo tutte le 44 persone a bordo, compresi i membri del equipaggio e i dirottatori. I suoi resti furono identificati dai rottami dell'aereo e messi sotto custodia dal FBI in qualità di prove.